# Реха (Грузия)
Реха (груз. რეხა) — село в Грузии, на территории Цалкского муниципалитета края (мхаре) Квемо-Картли.

## География
Село находится в юго-восточной части Грузии, на южном склоне Триалетского хребта, на расстоянии приблизительно 20 километров (по прямой) к северо-западу от города Цалка, административного центра муниципалитета. Абсолютная высота — 1656 метров над уровнем моря.

## Население
По результатам официальной переписи населения 2014 года в Рехе проживало 328 человек (177 мужчин и 151 женщина). В национальной структуре населения грузины составляли 86 %, греки — 13 %, азербайджанцы — 0,6 %.
| Год  | Население, человек |
| ---- | ------------------ |
| 2002 | 525                |
| 2014 | ↘ 328              |